# Els Vordemberge
Els Vordemberge (geb. 5. Juli 1902 in Wien in Österreich-Ungarn als Else Tintner; gest. 25. Februar 1999 in Köln) war eine österreichisch-deutsche Schauspielerin, Hörspielsprecherin, Hörfunkredakteurin und Leiterin des Kinderfunks der WERAG, später des Westdeutschen Rundfunks.

## Leben und Werk

### Ausbildung
Die Familie der in Wien geborenen Else Tintner ging 1911 nach Düsseldorf, wo ihr Vater Julius als Geschäftsführer tätig war. Nach dem Abschluss der Schulausbildung begann sie eine Schauspielausbildung am Schauspielhaus Düsseldorf bei Louise Dumont und Gustav Lindemann. Ihre erste Engagements erhielt sie in Osnabrück und an den Rheinischen Landesbühnen in Düren. Hier lernte sie den Bühnenbildner und Grafiker Friedrich Vordemberge kennen. Mit ihm ging sie 1923 nach Bremen. 1926 heiratete sie Vordemberge und das Ehepaar zog nach Köln.

### WERAG
Durch die Vermittlung des Schauspielkollegen Alexander Maaß bekam Els Vordemberge 1927 eine Anstellung als freie Mitarbeiterin im Hörspielensemble der WERAG. Sie wirkte u. a. im ersten WERAG-Hörspiel, Hanneles Himmelfahrt von Gerhart Hauptmann unter der Regie von Ernst Hardt, bei der Reise zu Knecht Rupprechts Werkstatt und Beim Puppendoktor von Anne Tölle-Honekamp mit. Nach kurzer Zeit etablierte sich Els Vordemberge als gefragte Radiosprecherin. Als eine Stelle als Vorleserin für Märchen zu besetzen war, bewarb sich Els Vordemberge auf diese Stelle. Sie etablierte die Kinderstunde, die werktags von der WERAG gesendet wurde. Sie konzipierte Kinderhörspiele und gestaltete Rundfunksendungen mit Kindern. Neben klassischen Hörfunkformaten entwickelte sie Mitmachsendungen, ging mit den Kindern in den Kölner Zoo oder veranstaltete Rheinschifffahrten. Als eine der wenigen freien Mitarbeiterinnen erhielt Els Vordemberge eine Festanstellung bei der WERAG und leitete ab 1928 neben Marie Theres van den Wyenbergh, die für die Frauenstunde verantwortlich war, den Kinderfunk der WERAG.

### Zeit des Nationalsozialismus
Am 23. August 1932 thematisierte der nationalsozialistische Westdeutsche Beobachter die jüdische Religionszugehörigkeit von Els Vordemberge und setzte in der Folgezeit die Diffamierungen fort.

„Hinweg mit den Fremdblütigen! Hundert deutsche Frauen sind da, die anders als ‚Els Vordemberge‘ unseren Kindern eine echte und wirklich deutsche Kinderstunde halten können. Wir erwarten vom Westdeutschen Rundfunk, daß die Jüdin schleunigst aus der Rundfunkkinderstunde verschwindet und daß eine deutschblütige Kraft für diese Aufgabe gewonnen wird.“

Anfang April 1933 entließ der Westdeutsche Rundfunk Els Vordemberge, was in der Presse mit dem Zusatz mitgeteilt wurde, dass die bekannte Leiterin der Kinderstunde nicht mehr im Rundfunk arbeiten werde. Weitere Entlassungen jüdischer und politisch aktiver Mitarbeiter betrafen unter anderem den Intendanten Ernst Hardt, den Tenor Leonardo Aramesco, den Leiter der Programmabteilung Hans Ulmann, die Konzertmeister Bronislaw Mittmann und Dodja Veldin, Marie Theres van der Wyenbergh, Hans Ebert, Hans Stein und den Kapellmeister Harry Hermann Spitz. Sie erhielten ein Hausverbot für das Funkhaus.
Als Ehefrau von Friedrich Vordemberge war sie zunächst vor weiterer Verfolgung weitgehend geschützt. Ende der 1930er Jahre wurden die Kunstwerke ihres Mannes als „entartet“ diffamiert und die Ausgrenzung und Schikanierung des Ehepaars nahm stetig zu. Els’ Bruder Heinrich (Heinz) sollte am 22. April 1942 mit dem Deportationszug DA 52 von Düsseldorf nach Izbica deportiert werden. Els half dem Bruder beim Untertauchen, der sich durch eine fingierte Suizidankündigung der Deportation entzog. Das Ehepaar Vordemberge organisierte verschiedene Verstecke für Heinz Tintner. Nach der Ausbombung der Wohnung in Köln zog das Ehepaar Vordemberge nach Bad Honnef. Im Oktober 1944 wurde im Deutschen Reich die Inhaftierung und Deportation der jüdischen Ehepartner verfügt, die nach den Nürnberger Rassegesetzen in einer so genannten „Mischehe“ lebten. Els Vordemberge wurde vor der bevorstehenden Deportation gewarnt und konnte untertauchen. Sie wurde im Dezember 1944 von einem befreundeten Ehepaar, Annelene Lorck, geb. Hermanny, und Sigurd Lorck, Zahnarzt in Köln-Zollstock, sowie von dessen Bruder, dem promovierten Juristen und Assessor Frithjof Lorck in Köln-Bayenthal, an wechselnden Orten versteckt. Nachdem sie Anfang 1945 schwer erkrankte, besorgte ihr Bruder Heinz eine neue Zuflucht außerhalb von Köln. Bis zur Befreiung durch die US-Army am 7. März 1945 lebte sie versteckt in Rheinbreitbach.

### Neuanfang beim NWDR/WDR
Obwohl Els Vordemberge aufgrund der negativen Erfahrungen mit der WERAG nicht mehr die Absicht hatte, wieder für den Kölner Radiosender tätig zu werden, wurde sie erneut von Alexander Maaß, der nach dem Krieg beim Nordwestdeutschen Rundfunk in Hamburg als britischer Kontrolloffizier arbeitete, überzeugt, für den unter britischer Verwaltung stehenden Sender zu arbeiten. Ab 1946 war sie unter Karl Petry im Head of Literary Department beschäftigt und übernahm wieder die Leitung des Kinderfunks. Nach der Aufteilung des NWDR in den Norddeutschen Rundfunk und Westdeutschen Rundfunk im Jahr 1956 übernahm sie die Leitung des Kinderrundfunks im WDR. Wie bereits vor dem Krieg beteiligte sie die Kinder aktiv an der Gestaltung des Rundfunkprogrammes. Neben bewährten Formaten wie Lese-, Musizier- und Rätselstunden, Kinderkarnevalssitzungen sowie Gesprächsrunden installierte sie auch den vollständig von Kindern gestalteten monatlichen Kinderkongreß.
In den 1960er Jahren wurde dem WDR das erfolgreiche bayerische Hörspiel Pumuckl zur Produktion angeboten. Els Vordemberge und ihre Kollegin Ingeborg Oehme-Tröndle entwickelten daraus die rheinische Rundfunkadaption Immer dieser Fizzibitz, eine sehr populäre Rundfunkproduktion, die von 1963 bis 1966 in 35 Folgen gesendet wurde. In Nebenrollen traten heute prominente Schauspieler wie Marius Müller-Westernhagen, Hildegard Krekel, Friedl Münzer, Sabine Postel, Tommy Engel und Edgar Hoppe auf.
Els Vordemberge setzte sich aktiv für die Wiedergründung der GEDOK nach dem Krieg in Köln ein. Im Jahr 1955 wurde sie in den Fachbeirat Sprechkunst gewählt.

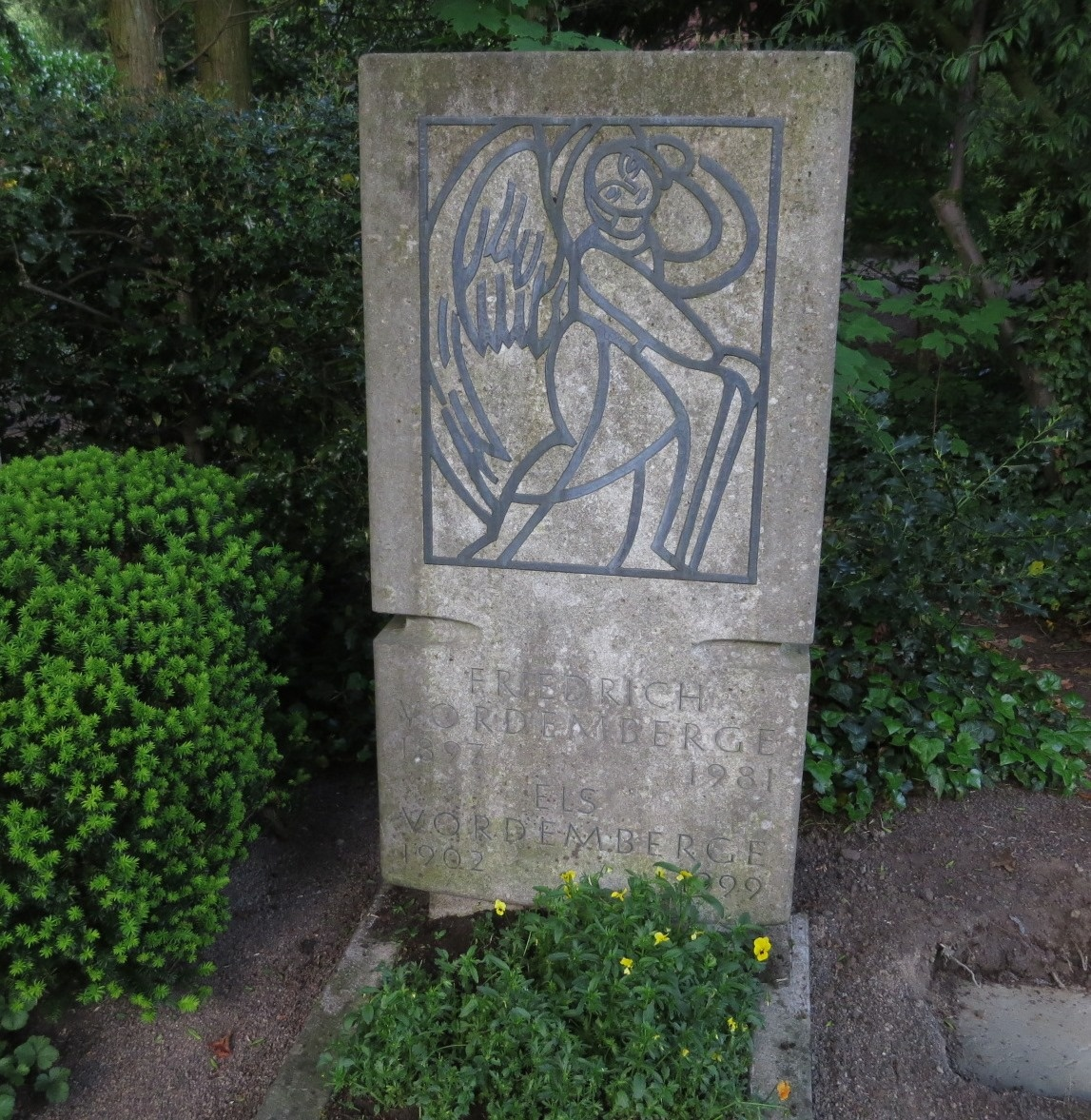
Grabstelle von Friedrich und Els Vordemberge auf dem Kölner Friedhof Melaten

Vor ihrer Pensionierung im Jahr 1964 baute sie die Redaktion für das Kinderfernsehen im WDR mit auf und konzipierte Fernsehsendungen, wie die Jugendstunde, die sie gelegentlich auch moderierte. Im Ruhestand begleitete sie ihren Mann bis zu seinem Tod im Jahr 1981 zu seinen Kunstausstellungen im In- und Ausland. Vereinzelt arbeitete sie auch in den 1980er Jahren noch als Hörspielsprecherin bei Produktionen des WDR, u. a. im Hörspiel Capriccio italiano (1987).
Am 25. Februar 1999 starb Els Vordemberge im Alter von 96 Jahren in Köln und wurde auf dem Kölner Friedhof Melaten (Lit. J) an der Seite ihres Mannes begraben.
2024 wurde zu ihrem Andenken eine Planstraße im Kölner Stadtteil Marienburg in Els-Vordemberge-Straße benannt.

## Hörspiele (Auswahl)
Sprecherin:
- 1927: Roderich Benedix: Die zärtlichen Verwandten. Lustspiel in drei Aufzügen (Philippine, Kammermädchen) – Regie: Rudolf Rieth (Sendespiel (Hörspielbearbeitung) – Westdeutsche Rundfunk AG (WERAG))
- 1927: William Shakespeare: Ein Sommernachtstraum. Lustspiel in drei Aufzügen (Erste Elfe) – Regie: Rudolf Rieth (Sendespiel (Hörspielbearbeitung) – WERAG)
- 1927: Herman Heijermans: Hoffnung auf Segen. Eine Fischertragödie in vier Akten (Clementine, Tochter) – Regie: Rudolf Rieth (Sendespiel (Hörspielbearbeitung) – WERAG)
- 1928: Hans Nolten: Der tote Gast. Eine mystisch-heitere Begebenheit aus der guten alten Zeit in 3 Akten. frei nach Zschokkes Novelle (Riekchen, Tochter der Bantes’) – Bearbeitung und Regie: Rudolf Rieth (Sendespiel (Hörspielbearbeitung) – WERAG)
- 1928: Ernst Hardt: Tantris der Narr. Drama in fünf Akten (Drei ganze Wachen, Frauen aus dem Volk u. a.) – Regie: Ernst Hardt (Sendespiel (Hörspielbearbeitung) – WERAG)
- 1928: Gustav Kadelburg: Das Pulverfaß. Schwank in einem Aufzug (Julie, Rudolf Eichstädts Schwester) – Regie: Josef Kandner (Sendespiel (Hörspielbearbeitung) – WERAG)
- 1928: Johann Wolfgang von Goethe: Faust. Prolog – Der Tragödie erster Teil (Lieschen, Bürgermädchen) – Regie: Rudolf Rieth (Sendespiel (Hörspielbearbeitung) – WERAG)
- 1928: Ernst Hardt: Ninon von Lenclos. Drama in einem Akt (Marion de Lorme) – Regie: Ernst Hardt (Sendespiel (Hörspielbearbeitung) – WERAG)
- 1987: Gabriele di Ciriaco: Radiodramma: Capriccio italiano (Ältere Frau) – Regie: Heinz Dieter Köhler (Hörspiel – WDR)

Autorin:
- 1928: Rotkäppchenspiel (Vorlage: Rotkäppchen (Märchen der Brüder Grimm)) – Regie: Nicht angegeben (Sendespiel (Hörspielbearbeitung) – WERAG)

Redakteurin:
- 1960: Brüder Grimm: Das tapfere Schneiderlein. Hörspiel für Kinder – Regie: Fritz Peter Vary (Hörspielbearbeitung, Kinderhörspiel – WDR)